# Palacio de la Femme
El Palacio de la Mujer es un edificio ubicado en el número 94 de la rue de Charonne, en la esquina de la rue Faidherbe, en el 11.º distrito de París, Francia. Desde 1926, es un establecimiento del Ejército de Salvación destinado a acoger a mujeres jóvenes, mujeres solteras y que también acoge a hombres en la actualidad. El edificio consta de 630 habitaciones

## Historia
Entre 1641 y 1904, el terreno en el que se encuentra el edificio estuvo ocupado por un convento, el convento dominico de las Hijas de la Cruz. Este último tiene reputación de ser el lugar de sepultura de Cyrano de Bergerac Expulsadas en 1792 durante la Revolución Francesa, las religiosas regresaron en 1825, pero finalmente el convento fue cerrado en 1904 y posteriormente demolido

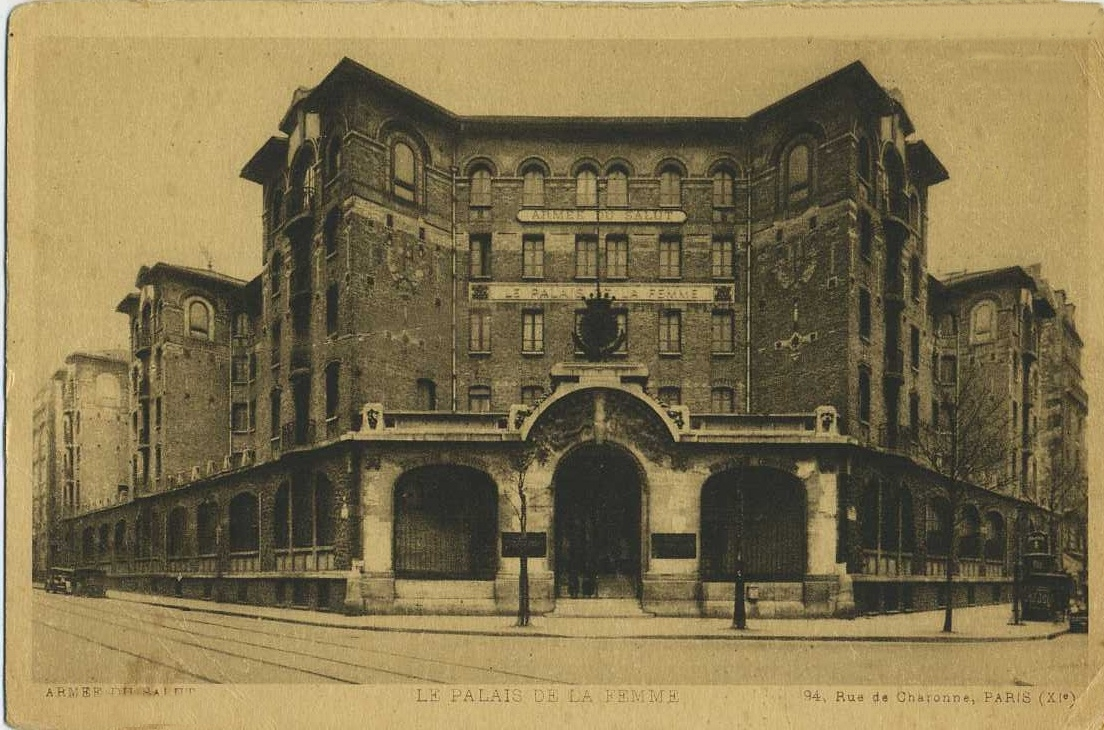
Postal que muestra el edificio en la década de 1920.

En 1910, los arquitectos Auguste Labussière y Célestin Longerey construyeron el nuevo edificio para la fundación Groupe des Maisons Ouvrières. financiado discretamente por Madame Amicie Lebaudy . Se trata de un hotel popular para hombres solteros, el primero de su tipo en Francia Sin embargo, en 1914, el hotel quedó vacío cuando estos hombres solteros fueron movilizados para la Primera Guerra Mundial transformándose entonces en un hospital de guerra Posteriormente, de 1919 a 1924, el Ministerio de Pensiones estableció sus oficinas en ese edificio.
Impulsados por el compromiso de Blanche y Albin Peyron, el Ejército de Salvación decide adquirir el edificio, y en enero de 1926, lanza una importante campaña de suscripción para recaudar la suma de once millones de francos en papel de la época necesarios para la compra. Los donantes tienen la oportunidad e inscribir su nombre en una placa colocada en la puerta de una de las 630 habitaciones. Finalmente, El Palacio de la Mujer fue inaugurado oficialmente el 23 de junio de 1926
Entre 2006 y 2009, el edificio se somete a una importante restauración.
El sitio está registrado como monumento histórico desde el 25 de junio de 2003. Los elementos protegidos incluyen el vestíbulo, la escalera, el restaurante, el salón de té, la biblioteca, la decoración interior y la fachada del edificio